# Inma Serrano
Inma Serrano (* 1968 in Alicante) ist eine spanische Liedermacherin und Herausgeberin von „Cerebro Demente Records“.
Sie hat an Fernsehprogrammen und an humanitären Projekten wie „Cuarto mundo“ teilgenommen (2006).

## Diskografie
- 1995 – Inma Serrano
- 1997 – Cantos de sirena
- 1999 – Rosas de papel
- 2003 – Soy capaz y pequeñas joyas (mit Mercedes Ferrer, Tontxu, Jerry Fish, Armando y el Expreso de Bohemia, Mai Meneses und Anthony Blake) (Cerebro Demente Records)
- 2004 – Grandes éxitos
- 2006 – Polvo de estrellas (CD/DVD live)
- 2008 – Inma I (in Katalanisch)
- 2009 – Inma II (in Spanisch)
- 2010 – Voy a ser sincera

| Personendaten    | Personendaten                              |
| ---------------- | ------------------------------------------ |
| NAME             | Serrano, Inma                              |
| KURZBESCHREIBUNG | spanische Liedermacherin und Herausgeberin |
| GEBURTSDATUM     | 1968                                       |
| GEBURTSORT       | Alicante                                   |